# 国家外国专家局

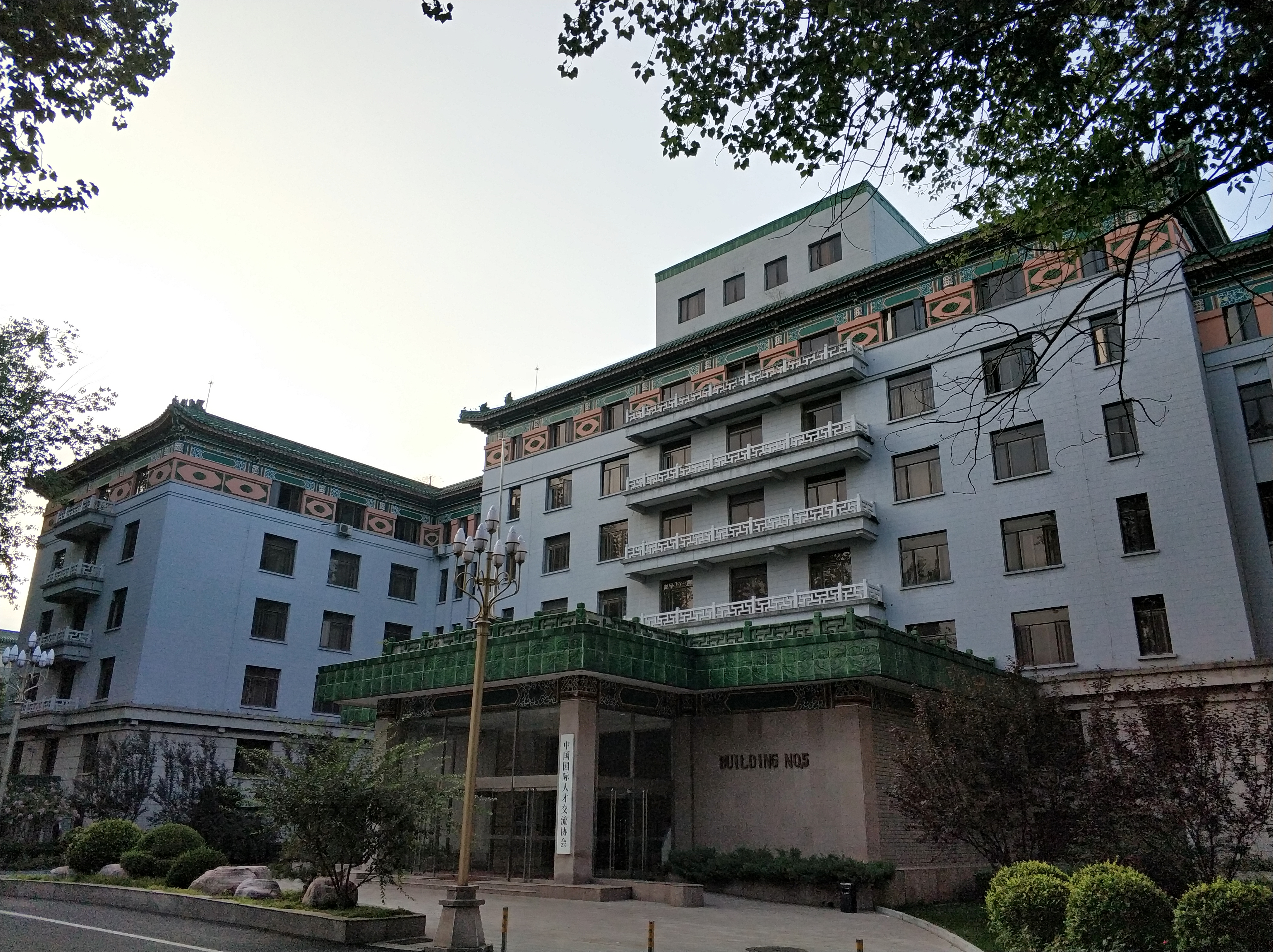
位于北京友谊宾馆5号楼的外国专家局

国家外国专家局（英語：State Administration of Foreign Experts Affairs），简称国家外专局，是中华人民共和国人力资源和社会保障部加挂的牌子。

## 沿革

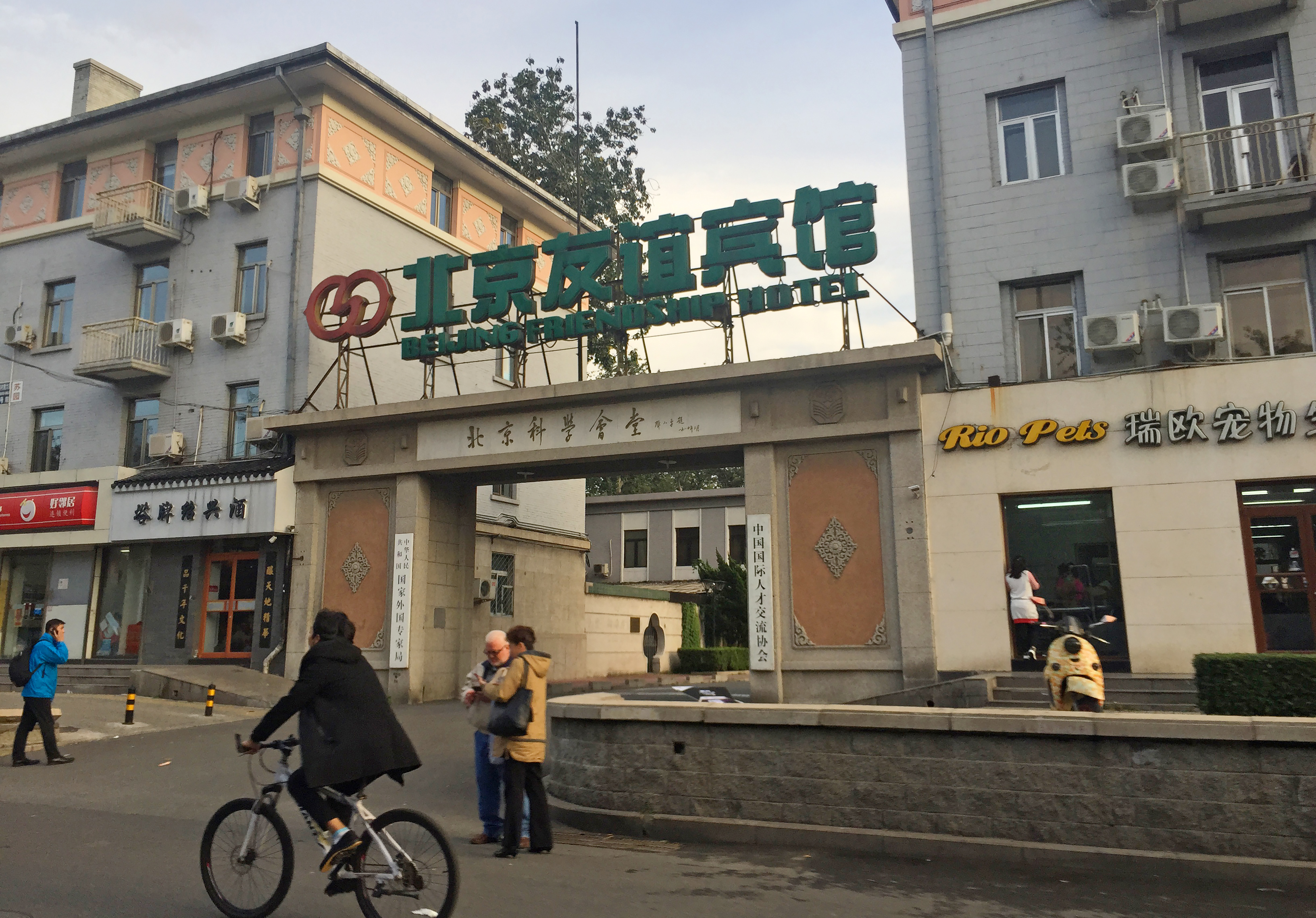
2018年之前北京友谊宾馆北门挂的国家外国专家局牌子

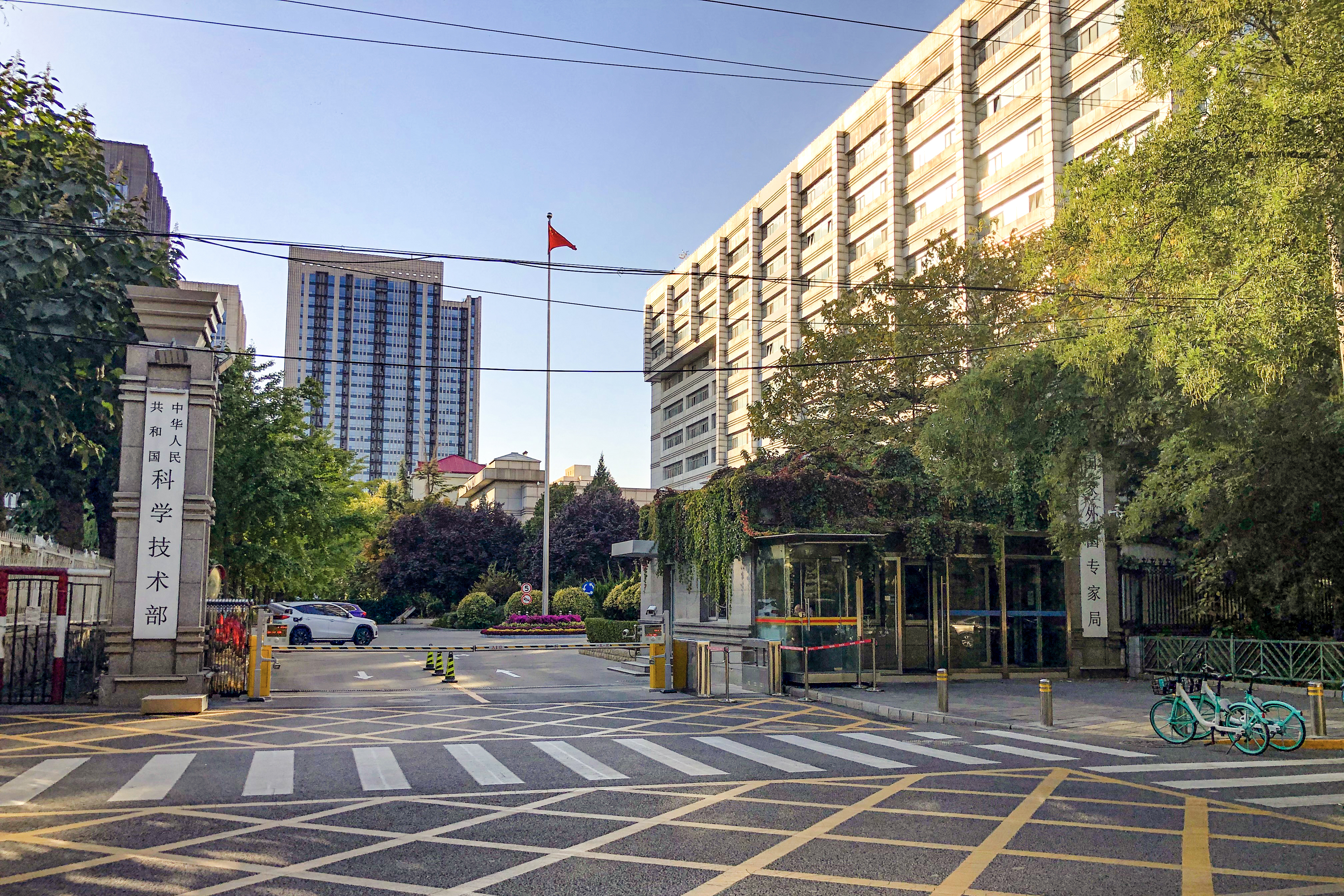
中华人民共和国科学技术部东门外挂有国家外国专家局的牌匾

1950年1月，政务院专家招待处成立。1951年2月，中央财经委员会成立专家工作联络室。1953年8月，政务院成立专家工作组，专家工作联络室改为专家工作办公室，专家招待处改为专家招待事务管理局。1954年4月，专家工作办公室与专家招待事务管理局合并为政务院专家工作局。
1956年5月12日，第一届全国人大常委会作出决议，将专家工作局改名为外国专家局。
1978年9月恢复设立。1982年9月转隶国务院办公厅。1983年9月成立中央引进国外智力领导小组。1986年国务院办公厅外国专家局改称国家外国专家局，仍受国务院办公厅领导。1988年5月，中央引进国外智力领导小组改称国务院引进国外智力领导小组，引进国外智力领导小组办公室并入国家外国专家局。1988年8月13日《国务院关于国务院机构设置的通知》中明确：国家外国专家局是直属局级的部委归口管理的国家局，由国务院办公厅归口管理。
1993年4月，国家外国专家局改为受人事部领导。2008年3月，人事部改制为人力资源和社会保障部，国家外国专家局相应地改由新组建的人社部领导。2018年之前，国家外国专家局设在北京市海淀区中关村南大街1号（北京友谊宾馆院内）。
2018年机构改革前，国家外国专家局设置副司局级内设机构6个、直属事业单位2个、主管社会团体2个。
2018年3月17日第十三届全国人民代表大会第一次会议通过《第十三届全国人民代表大会第一次会议关于国务院机构改革方案的决定》，批准《国务院机构改革方案》。方案规定：“重新组建科学技术部。将科学技术部、国家外国专家局的职责整合，重新组建科学技术部，作为国务院组成部门。科学技术部对外保留国家外国专家局牌子。国家自然科学基金委员会改由科学技术部管理。”。
2018年机构改革后，科学技术部对外保留国家外国专家局牌子。科学技术部在外国专家工作方面设置外国专家服务司、科技人才与科学普及司。
2023年3月7日，第十四届全国人民代表大会第一次会议提请审议的国务院机构改革方案显示，原由科学技术部的负责引进国外智力工作职责将划入人力资源和社会保障部，在人力资源和社会保障部加挂国家外国专家局牌子，同时科学技术部不再保留国家外国专家局牌子。同年8月31日，国家外国专家局的牌匾正式加挂于人社部。

## 职责
根据《科学技术部职能配置、内设机构和人员编制规定》，科技部在外国专家工作方面承担下列职能：
1. 负责引进国外智力工作。拟订国家重点引进外国专家总体规划、计划并组织实施，建立外国顶尖科学家、团队吸引集聚机制和重点外国专家联系服务机制。拟订出国（境）培训总体规划、政策和年度计划并监督实施。
2. 负责中国政府友谊奖的评审组织工作。

## 机构设置
2023年机构改革后，人力资源和社会保障部对外保留国家外国专家局牌子。人力资源和社会保障部在外国专家工作方面设置下列机构：
- 外国专家服务司

## 历任领导
局长
1. 杨放之（1954年4月至1964年10月）
2. 糜镛（1964年10月至1969年9月）
3. 糜镛（1978年9月至1979年1月）
4. 杨放之（1979年1月至1980年12月）
5. 吴凡吾（1980年12月至1982年5月）
6. 张锦川（1982年5月至？）
7. 李明俊（？至1988年7月）
8. 王廼（1988年7月至1991年7月）
9. 马俊如（1991年7月至1997年5月）
10. 万学远（1997年5月至2006年10月）
11. 季允石（2006年10月至2011年2月）
12. 张建国（2011年2月至2019年5月）
13. 李萌（2021年12月至2023年6月）